# Danyyil Dvirnyy
Danyyil Dvirnyy (russisch Даниил Двирный; * 21. Oktober 1990 in Leningrad) ist ein italienischer Schachspieler.

## Leben
Die Familie von Danyyil Dvirnyy zog von Russland nach Bergamo, als er 13 Jahre alt war. Die italienische Einzelmeisterschaft konnte er zweimal gewinnen: 2013 in Rom und 2015 in Mailand. Er spielte für Italien bei drei Schacholympiaden: 2012 bis 2016.  Außerdem nahm er dreimal an den europäischen Mannschaftsmeisterschaften (2011, 2015 und 2017) teil. Er nahm auch an European Club Cups (2013 bis 2017) teil. Zwischen 2011 und 2016 spielte er für Italien bei fünf Mitropapokalen. In Deutschland spielte er von 2015 bis 2017 für die Schachfreunde Berlin.
| Hier fehlt eine Grafik, die leider im Moment aus technischen Gründen nicht angezeigt werden kann. Wir arbeiten daran! |